# Danny Kingston
Daniel "Danny" Kingston (* 12. února 1973 Hillingdon, Spojené království) je bývalý britský a anglický zápasník–judista.

## Sportovní kariéra
Připravoval se v Camberley a později v Budokwai v Londýně. Společně s Ianem Freemanem patřil k nadějím britského juda po olympijských hrách v Barceloně v roce 1992. V roce 1996 startoval jako úřadující mistr Evropy na olympijských hrách v Atlantě, ale vypadl ve druhém kole s domácím Američanem Jimmy Pedrem. Po olympijských hrách došlo několikrát k nedorozumění mezi ním a vedením britského judistického svazu výsledkem čehož bylo jeho vyřazení z reprezentace. Opětovnou šanci mu dal až nový reprezentační trenér Udo Quellmalz v roce 1999, ale problémy se shazováním do lehká váhy ukončily předčasně jeho sportovní karieru.

## Výsledky
| Turnaj             | 1992       | 1993       | 1994       | 1995       | 1996       | 1997       | 1998       | 1999       |
| Turnaj             | 19         | 20         | 21         | 22         | 23         | 24         | 25         | 26         |
| Turnaj             | lehká váha | lehká váha | lehká váha | lehká váha | lehká váha | lehká váha | lehká váha | lehká váha |
| ------------------ | ---------- | ---------- | ---------- | ---------- | ---------- | ---------- | ---------- | ---------- |
| Olympijské hry     | —          |            |            |            | úč.        |            |            |            |
| Mistrovství světa  |            | 7.         |            | 5.         |            | —          |            | úč.        |
| Mistrovství Evropy | —          | úč.        | úč.        | 7.         | 1.         | 3.         | —          | —          |
| MS juniorů         | 3.         |            |            |            |            |            |            |            |
| ME juniorů         | 3.         | —          |            |            |            |            |            |            |